# 剣持亘
剣持 亘（けんもつ わたる、1945年8月19日 -  2003年7月15日）は日本の脚本家。大林宣彦と組むことが多かった。

## 作品

### テレビ
- 俺たちの旅（1975年 - 1976年）
- 家族八景（1986年）

### 映画
- ゴキブリ刑事（1973年）
- ザ・ゴキブリ（1973年）
- 青い山脈（1975年）
- 転校生（1982年）
- 時をかける少女（1983年）
- 少年ケニヤ（1984年）
- 天国にいちばん近い島（1984年）
- 愛情物語（1984年）
- さびしんぼう（1985年）
- 潮騒（1985年）
- ものくるおしきひとびとの群（1988年）
- 童謡物語（1988年）
- 走れ!白いオオカミ（1990年）
- 日本殉情伝 おかしなふたり（1998年）
- 転校生-さよなら あなた-（2007年）

### 舞台
- ミュージカル タッチ